# Paula Monjé
Paula Monjé (* 11. Juni 1844 in Düsseldorf; † 4. Mai 1919 ebenda) war eine deutsche Malerin der Düsseldorfer Schule.

## Leben
Paula Monjé war die Tochter von Hermann Monjé (1807–1849) aus Wesel, seit 1836 evangelischer Divisionsprediger an der Düsseldorfer Garnisonskirche, und der Maria (* 1809), eine geborene Bölling aus Düsseldorf. Clara Pauline Agathe wurde auf der Poststraße geboren und erhielt ihre künstlerische Ausbildung, nach dem Besuch der Luisenschule, nicht an der Kunstakademie Düsseldorf, sondern privat bei Eduard Gebhardt und Wilhelm Sohn. Ihre Mitstudentinnen waren Julia Schily-Koppers, Sophie Meyer, Margaret Harte und Margarete Loewe. In Paris studierte Monjé im Atelier von Jean Baptiste Courtois (1819–1870). Studienreisen führten sie in die Niederlande und nach Italien. Monjé malte vor allem Porträts und Genrebilder. Sie war Mitglied der Allgemeinen Deutschen Kunstgenossenschaft sowie im Verein Düsseldorfer Künstlerinnen und dem Verein der Düsseldorfer Künstler zur gegenseitigen Unterstützung und Hülfe und nahm an zahlreichen Ausstellungen teil, darunter von 1878 bis 1884 an den Berliner Akademie-Ausstellungen in der Kunstbaracke und 1894 an der Internationalen Kunstausstellung im Glaspalast München. Seit Ende der 1870er Jahre war sie regelmäßig auf Ausstellungen der Düsseldorfer Galeristen Eduard Schulte und Bismeyer & Kraus vertreten. Seit 1890 orientierte sich Monjé auch nach Berlin, behielt den Wohnsitz und das Schüleratelier weiterhin in Düsseldorf. 1893, 1894, 1895, 1897, 1899 und 1899 stellte sie auf der Großen Berliner Kunstausstellung aus und war von 1890 bis 1894 Mitglied des Vereins der Berliner Künstlerinnen, wo sie 1891 den ersten Preis in einem von dessen Wettbewerben erhielt. Als Mitglied des Malkasten Künstlerverein trug sie für die Jubiläums-Ausstellung in der Kunsthalle mit dem Bildnis von Edmund Henoumont bei. Ihr Atelier befand sich in der Zeit zwischen 1895 und 1901 im Eiskellerberg, zeitgleich mit den Malern Carl Becker Wilhelm Döringer, Heinrich Otto, Rudolf Zahner (1825–1903) und Hugo Zieger. Danach bis zu ihrem Tod zog sie sich an ihre Privatanschrift in der Rochusstraße zurück, wo sie sich eine Wohnung mit ihrer jüngeren Schwester Eugenie (* 1845) teilte.

## Werke (Auswahl)

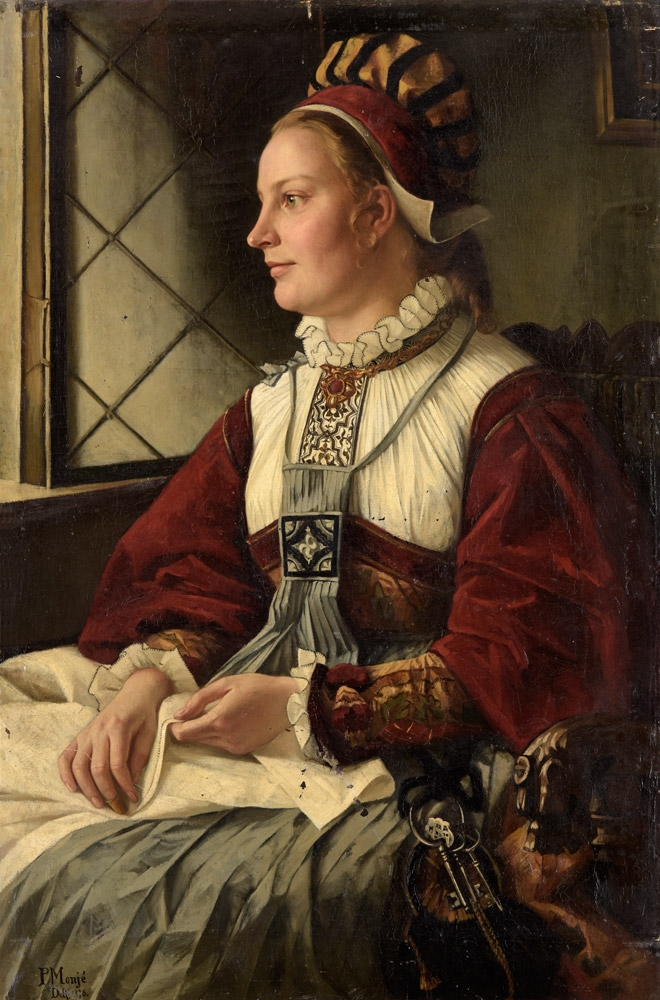
Bildnis einer Frau in altdeutschem Kostüm, 1878

- Patrizierin (Porträt einer alten Dame), 1878[14], Nationalgalerie Berlin (verschollen)
- Bildnis einer Frau in altdeutschen Kostüm, 1878
- Lachende Alte, 1878
- Deutsches Volksfest im 16. Jahrhundert, 1883[15][16], Nationalgalerie Berlin[17]
- Bildnis einer jungen Dame, 1888[18]
- Puttenkonzert, 1889[19]
- Portrait of a Noble Woman, Haynes Fine Art at the Bindery Galleries[20]
- Edmund Henoumont, 1893
- Damenbildnis und Porträt, 1894[21]
- Kniebild von Robert Zelle, Öl auf Leinwand, H 129 cm × B 95 cm, um 1895, Stadtmuseum Berlin[22][23]
- Porträt einer Dame, 1897[24]
- Männer am Kamin, 1904, Alte Nationalgalerie[25]